# Petrus Scriverius

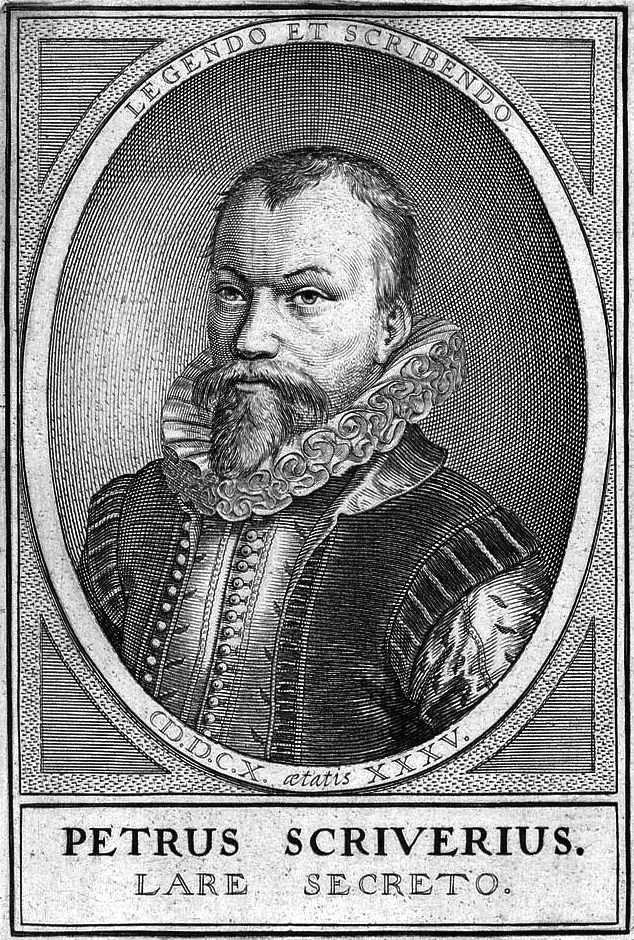
Petrus Scriverius

Petrus Scriverius, niederländisch Peter Schryver oder Pieter Schrijver (* Amsterdam, 12. Januar 1576; † Oudewater, 30. April 1660) war ein niederländischer Philologe, Historiker und Schriftsteller.

## Leben und Werk

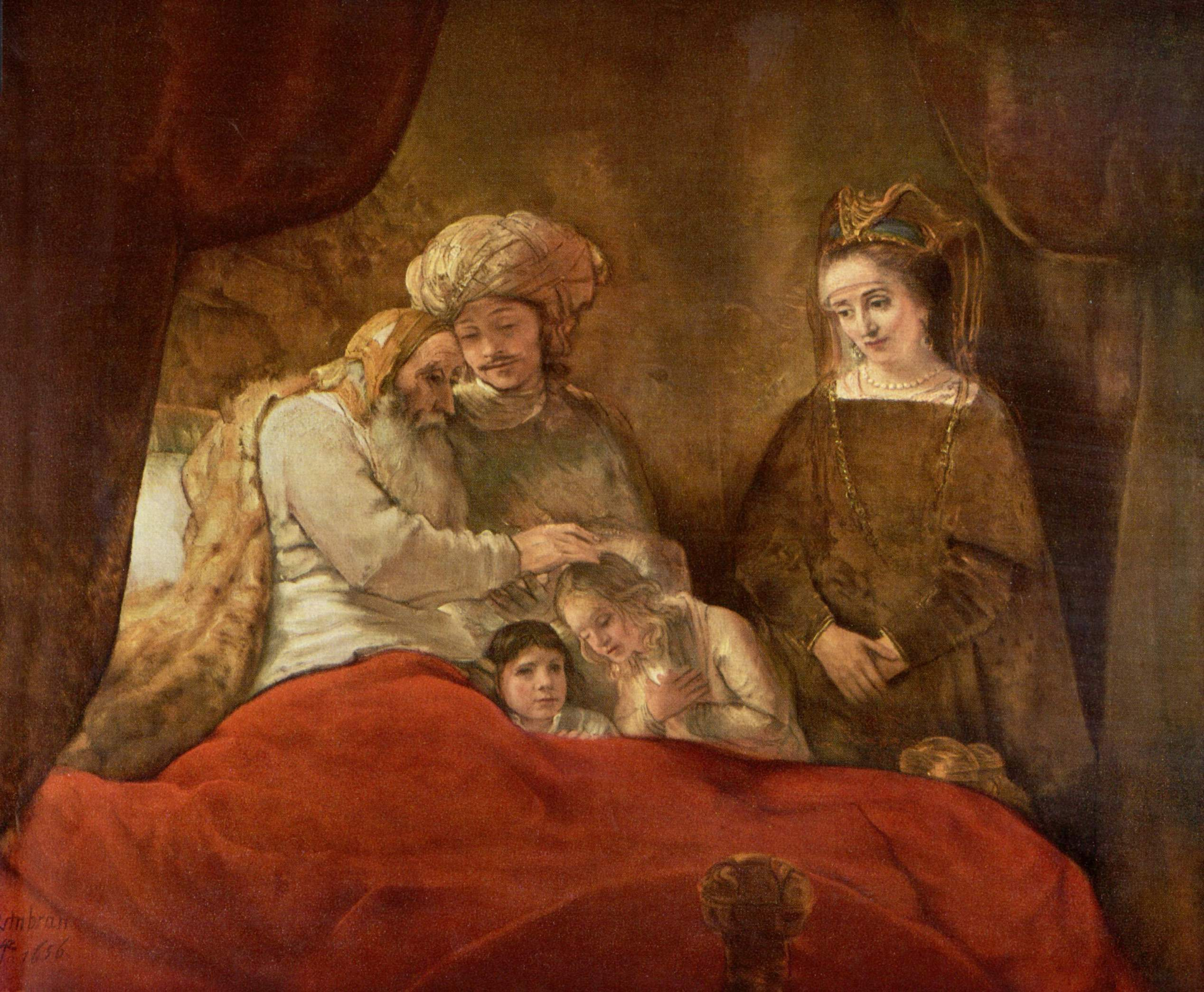
Rembrandt van Rijn, Jakobssegen – Jakob segnet die Söhne des Joseph (Porträt des Petrus Scriverius (sitzend als Jakob), Wilhelm Schrijver, der Wendela de Graeff und ihrer Söhne aus erster und zweiter Ehe), 1656

Scriverius wurde als ältester Sohn des reichen Amsterdamer Händlers Hendrick Pietersz. Schrijver geboren. Er studierte ab 1593 an der Universität Leiden bei Joseph Justus Scaliger, Bonaventura Vulcanius und Paulus Merula. Dort wurde er mit Daniel Heinsius befreundet, dessen Nederduytsche poemata er 1616 herausgab. 1599 schloss er sein Studium ab, und heiratete im selben Jahr Anna van der Aar (1576–1656). Das Paar hatte viele Kinder, von denen nur zwei Söhne, worunter Wilhelm Schrijver, welche das Erwachsenenalter erreichten. Dank Annas Geld und eigenem Familienkapital benötigte er keine weitere Einnahmequelle und konnte ein Leben als unabhängiger Gelehrter führen. 
Von 1611 bis 1613 war Scriverius Direktor der Lateinschule, dem heutigen Landfermann-Gymnasium in Duisburg. Er gehörte politisch und religiös (Remonstranten) zur Gruppe um Johan van Oldenbarnevelt und Hugo Grotius, und provozierte die damalige oranisch gesinnte Regierung mit der Übersetzung lateinischer Verse zu Ehren seines Freundes Rombout Hogerbeets. Scriverius verbrachte einen Großteil seines Lebens in Leiden, aber um 1650 war sein Augenlicht beeinträchtigt, und die letzten Jahre seines Lebens verbrachte er im Haus seiner Kinder in Oudewater.
1655/56 beauftragte Scriverius' Sohn Wilhelm Schrijver den Künstler Rembrandt mit dem Gemälde des Jakobssegens (Jakob segnet die Söhne des Joseph) der dessen Familie, seinen Vater als Jakob, ihn selbst mit Ehefrau Wendela de Graeff und die beiden Söhne sinnbildlich für Wendelas Kinder aus erster und zweiter Ehe als biblische Personen darstellt. 
1660 ist Scriverius in Oudewater verstorben.
Scriverius ist bekannt für seine verschiedenen Werke, darunter seine Studien über Martial, Ausonius, das Pervigilium Veneris, Gedichtausgaben von Joseph Justus Scaliger, De Re Militari von Flavius Vegetius Renatus, Senecas Tragödien (P. Scriverii collectanea veterum tragicorum, 1621).

## Werke
- Oudt Batavien nu ghenaemt Holland. (1606, unter dem Pseudonym Saxo Grammaticus)
- Antiquitatum batavicarum tabularium. (1609)
- Batavia Illustrata. (1609)
- Beschrijvinghe van out Batavien. (1612)
- M. Val. Martialis Ex Muséo Petri Scriverii. Apud Guielm. Lanßonium, Amstelredami 1621, (online) bei Google Books.
- Principes Hollandiae, et Westfrisiae. (1650)
- L. Annæus Seneca Tragicus, Ex Recensione & Muséo Petri Scriverii. Ex Officina Ioannis Maire, Lugduni Baravorum 1651, (online) bei Google Books.
- Gedichten van Petrus Scriverius. Jan Hartig, Amsterdam 1738, (online) bei Google Books.